# Stenophilus californicus
Stenophilus californicus är en mångfotingart som först beskrevs av Chamberlin 1930.  Stenophilus californicus ingår i släktet Stenophilus och familjen trädgårdsjordkrypare. Inga underarter finns listade i Catalogue of Life.